# Walter Hinghaus
Walter Hinghaus (* 24. Mai 1941 in Neubrandenburg; † 17. November 2022 in Schwerin) war Diplom-Fotograf und Mitbegründer des MV-Foto e.V. in Schwerin.

## Leben
1955 begann Hinghaus eine Lehre als Maschinenschlosser in Schwerin und arbeitete in diesem Beruf bis 1962. Von 1962 bis 1967 war er als Inspizient am Theater Parchim tätig. Nebenbei entstanden seine ersten Fotografien. Von 1967 bis 1986 arbeitete er in Frankfurt (Oder) und Meiningen als Theaterfotograf. Daneben absolvierte er von 1970 bis 1976 bei Horst Thorau ein Externstudium an der Hochschule für Grafik und Buchkunst Leipzig.
Hinghaus war bis 1990 Mitglied des Verbands Bildender Künstler der DDR. 1974 wurde er in den Vorstand der Gesellschaft für Fotografie gewählt. 1981 erhielt er die Johannes-R.-Becher-Medaille.
In der DDR hatte er Einzelausstellungen in Gera, Magdeburg, Schwerin und Suhl und er nahm an wichtigen Gruppenausstellungen teil.
1992 war er Mitbegründer des MV-Foto e.V. in Schwerin. Das Ziel des Vereins ist die Förderung der Fotografie, insbesondere der künstlerischen Fotografie, in Mecklenburg-Vorpommern.
Über Jahrzehnte hat Hinghaus eine umfangreiche fotografische Sammlung über das Land Mecklenburg-Vorpommern erstellt, insbesondere durch das 1994 begonnene Projekt „Fotografische Dokumentation städtischer und dörflicher Zentren in Mecklenburg-Vorpommern“. 2001 erhielt er zusammen mit Ralf Wendt für seine künstlerische Arbeit als Fotograf und sein Engagement bei der Förderung fotografisch interessierter Jugendlicher den Kulturpreises des Landes Mecklenburg-Vorpommern (Förderpreis). Das Kultusministerium lobte ihn in diesem Zusammenhang als „Botschafter unseres Landes“.
Sein Nachlass befindet sich in der Landesbibliothek Mecklenburg-Vorpommern in Schwerin.

## Buchfotografien (Auswahl)
- Meininger Theater (Hrsg.): Neueres von den Meiningern. Meininger Theater, Meiningen 1978.
- Hans-Joachim Ulbrich: Karow. Gesichter und Geschichten eines volkseigenen Gutes. VEG Artur Becker, Karow 1988.
- Wendezeit. Schwerin: Foto Edition o. J. (ca. 1996)
- Heike Schroetter: Sehnsucht nach Paris. DMP, Berlin 2007, ISBN 3-938551-16-X

## Teilnahme an zentralen und wichtigen regionalen Ausstellungen in der DDR
- 1979: Berlin, Ausstellungszentrum im Fernsehturm („7. Berliner Internationale Fotoausstellung Bifota“)
- 1979: Suhl und Schwerin, Bezirkskunstausstellungen
- 1982/1983 und 1987/1988: Dresden, IX. und X. Kunstausstellung der DDR